# 岸本健
岸本 健（きしもと たけし、1970年（昭和45年）8月3日 ‐ ）は、日本の政治家。和歌山県紀の川市長（1期）。
和歌山県議会議員（4期）、衆議院議員（1期）を務めた。

## 経歴・政歴
- 和歌山県那賀郡粉河町（現・紀の川市）出身。和歌山県立粉河高等学校を経て、1993年3月、拓殖大学商学部貿易学科卒業。
- 和歌山県立那賀高等学校講師を経て、和歌山県中学校社会科教諭。
- 2002年 - 父で自由民主党衆議院議員の岸本光造が死去。これに伴う衆議院議員和歌山県第2区補欠選挙に自民党公認で出馬しようとしたが、後継をめぐり海南市長の石田真敏との公認争いに敗れ、無所属（民主党・自由党・無所属の会推薦）で立候補。石田に敗れ落選。
- 2002年 - 補欠選挙後、自由党に入党。衆議院議員・小沢一郎の秘書となる。
- 2003年 - 自由党と民主党の合併に伴い、小沢とともに民主党に合流。
- 2003年 - 第43回衆議院議員総選挙に和歌山県第2区から民主党公認で立候補。小選挙区では敗れるも、比例近畿ブロックで復活当選（惜敗率81.8％）。
- 2005年 - 第44回衆議院議員総選挙に和歌山県第2区から民主党公認で立候補。小選挙区で敗れ、比例復活もならず落選。
- 2007年 - 民主党を離党して、和歌山県議会議員選挙に紀の川市選挙区から無所属で出馬し、第3位で（8183票）当選。自民党会派への入会を希望するが、自民党県連からの反発が大きく系列議員と共に「清新クラブ」を結成した。
- 2009年 - 三人会派「清新クラブ」を解消し、自由民主党県議団に合流。
- 2011年 - 和歌山県議会議員選挙に紀の川市選挙区から自由民主党公認で出馬し再選。
- 2015年 - 和歌山県議会議員選挙に紀の川市選挙区から自由民主党公認で出馬し無投票で3選。2018年副議長に就任。2019年も無投票で4選。同年から議長に就任。2年務めた。
- 2022年1月24日、中村愼司の死去に伴い行われる紀の川市長選挙への立候補を表明。同日付で和歌山県議会議員を辞職[3]。
- 2022年2月27日、紀の川市長選挙の投開票の結果、元市議会議員の森田幾久を破り当選[4]。

## 政策
- 空の玄関口であり世界の扉である関西国際空港と近畿圏の外郭環状を形成する高規格幹線道路である京奈和道を「直結」させることで、地域の魅力を世界にアプローチするため、京奈和関空連絡道路の実現を目指す。

## 人物
- 米・うどんが大好き

## 所属団体・議員連盟
- 京奈和関空連絡道路建設促進期成同盟会　会長

## 親族・家族
- 父・岸本光造（自由民主党元衆議院議員）